# Laurel vagy Yanny?
A „Laurel vagy Yanny” nevű hangfelvétel 2018 májusában terjedt el az internetezők körében, és napok alatt népszerű lett a világhálón. Pályafutását a Twitteren kezdte. A hanganyag egy auditoriális illúzió, más néven „akusztikai csalódás”, amelynek jellemzője, hogy egy adott hangot egyesek emelkedő, mások ereszkedő ritmusban hallanak.

## Hogyan jött létre?
Az audió Jay Aubrey Jones operaénekes közreműködésével jött létre, és 2007-ben került fel a Vocabulary.com weboldalára. A „Laurel” szó hangfelvétele a 200 000 referenciakiejtés egyike, és sokak szerint „Yanny”-nak is hallható.
A Vocabulary.com-nak szüksége volt valakire, aki erős kiejtéssel tudja elolvasni a Nemzetközi Fonetikus ABC-ben leírt szavakat. Azért választották az énekest, mert tudták, hogy ő képes elolvasni az IPA-t, mivel énekelnie kell a nem beszélt nyelveket. 
A kétértelműen érthető hang felfedezője Katie Hazel, egy 15 éves atlantai diák, aki nyilvánosan posztolt egy levelet az Instagramra 2018. május 11-én. A hallásillúzió tovább népszerűsödött, amikor az AsapSCIENCE csatorna kirakta az erről szóló videót, amit több millióan láttak.

## Popkultúra
Az auditoriális illúzióra híres személyek közül Ellen DeGeneres, Stephen King és Chrissy Teigen reagált, ami tovább növelte a hangfelvétel körüli hype-ot. Yanni és Laurel Halo, akiknek a nevük hasonló a hanganyagéhoz, szintén reagáltak rá. A Twitteren megjelent videóban Donald Trump a Fehér Házban válaszolt a mémekre tréfásan: „hallottam a covfefe mémről”.
A The Guardian a klipet a 2015-ös arany/kék ruha vitához hasonlította. Azután, hogy néhány nap leforgása alatt egy internetes trenddé nőtte ki magát a hanganyag, a Vocabulary.com egy külön meghatározást készített a „Yanny” szóról, amelyben többek között az internetes trendről is szó esik.